# Arco di San Lazzaro (Parma)
L'arco di San Lazzaro è un arco di trionfo a tre fornici dalle forme neoclassiche, situato al centro della lunga via Emilia Est a Parma.

## Storia
L'arco fu realizzato nel 1628 a spese del Comune di Parma, per celebrare l'ingresso in città di Margherita de' Medici, novella sposa del duca Odoardo I Farnese; l'architetto di Corte Giovanni Battista Magnani realizzò in forme barocche un arco a tre fornici di impostazione classica, con una balaustra in sommità. Il monumentale portale fu decorato con pitture realizzate da Giulio Cesare Amidano, con la collaborazione di Giovanni Lippi, Alessandro Giacardi, Annibale Bertoia e Agostino Salmi, e con stucchi eseguiti da Ippolito Medini e Giovanni Battista Boffa. I dipinti delle specchiature dei soprarchi minori raffiguravano quattro episodi legati alla storia romana di Parma, mentre quelli delle specchiature dei soprarchi maggiori celebravano la vittoria dei parmigiani contro l'imperatore del Sacro Romano Impero Federico II di Svevia nella battaglia di Parma.
Da quel momento l'arco, posizionato a circa 1 km a est della porta di San Michele, divenne l'ingresso monumentale che varcavano tutti i sovrani e i notabili in visita alla città.
Nel 1714, in occasione delle nozze tra Elisabetta Farnese e Filippo V di Spagna, il portale fu ristrutturato, eliminando tutte le decorazioni barocche e la balaustra, al cui posto fu innalzato un alto attico.

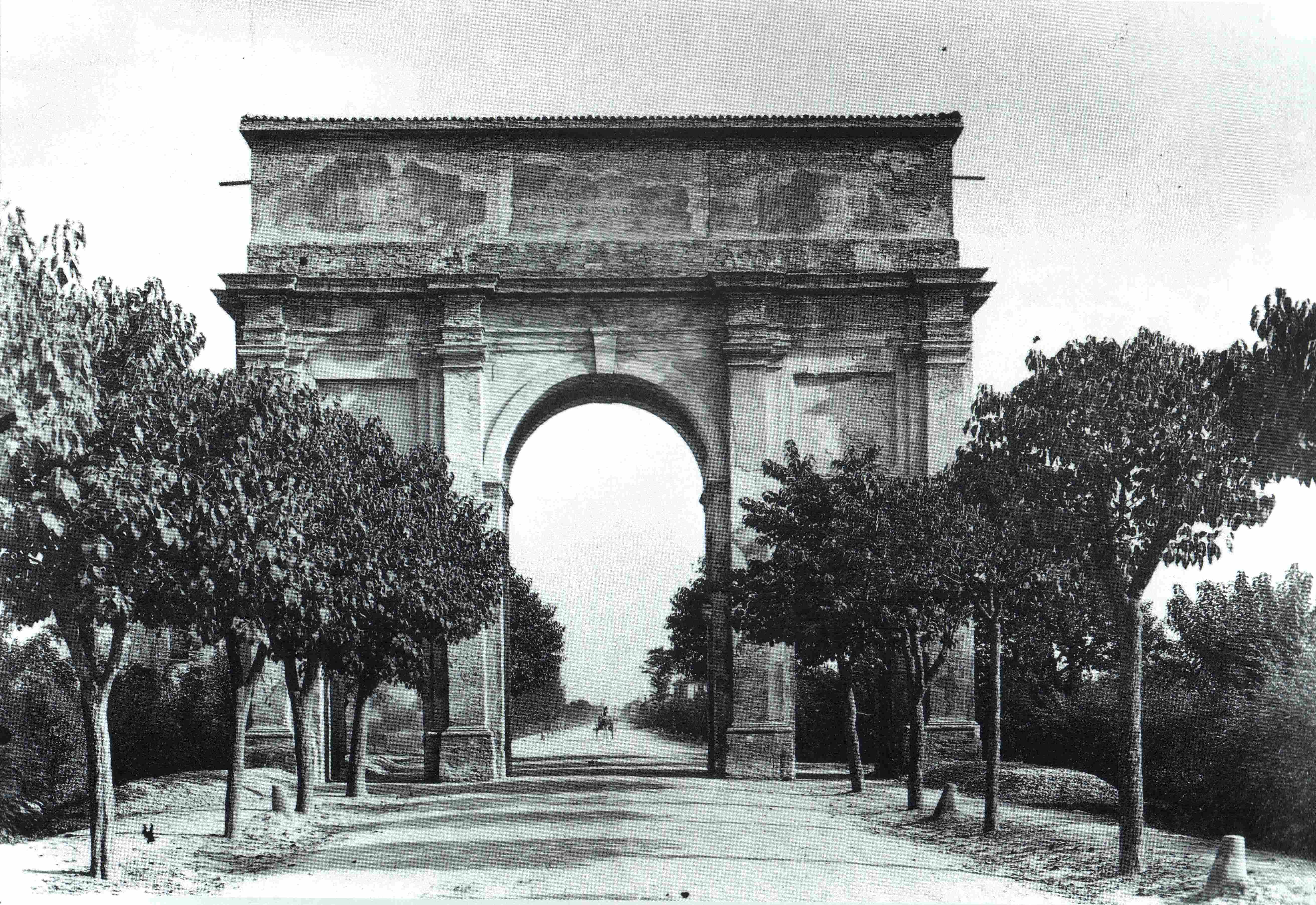
L'arco nel 1910

Nel 1805 l'arco fu nuovamente modificato con l'aggiunta di vittorie alate, trofei e bandiere per celebrare la visita dell'imperatore dei francesi Napoleone Bonaparte.
Infine nel 1825, in occasione della visita dell'imperatore d'Austria Francesco Giuseppe alla figlia Maria Luigia, duchessa di Parma, il monumentale portale subì un ulteriore intervento di sistemazione, con la realizzazione di decorazioni a chiaroscuro ad opera di Giovan Battista Borghesi.
Nel tempo l'arco cadde in declino, perdendo buona parte degli intonaci e le epigrafi incise sull'attico.
Nel secondo dopoguerra perse inoltre la funzione di varco d'accesso, con la realizzazione dell'ampia aiuola spartitraffico che ancora oggi ne consente l'aggiramento; fu inoltre inglobato all'interno del tessuto cittadino.
Nel 2005 l'arco fu completamente restaurato e valorizzato con una nuova illuminazione.

## Descrizione

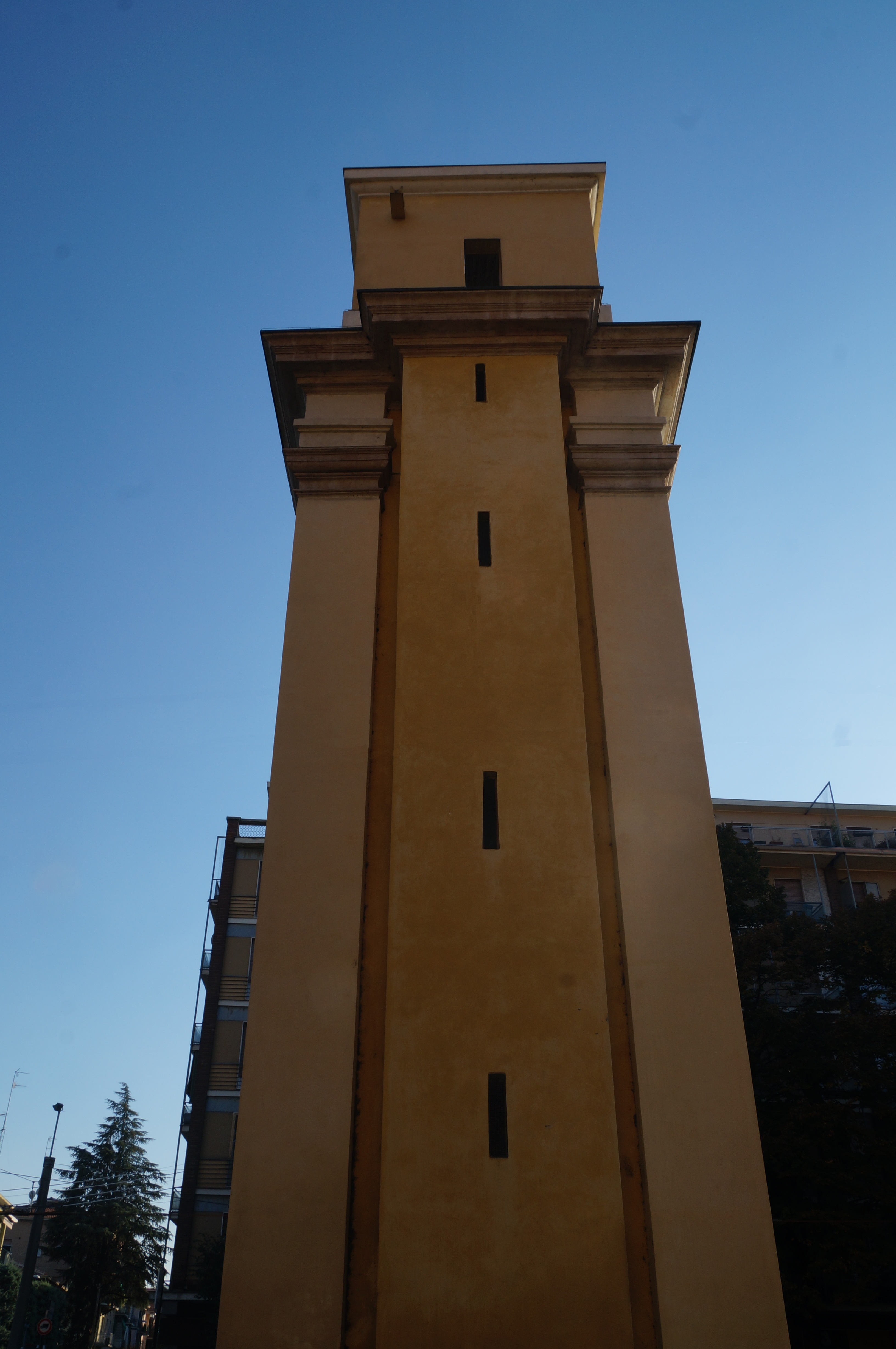
Fianco nord

La struttura si presenta come un arco di trionfo a tre fornici in rigoroso stile neoclassico; interamente realizzata in laterizio, è rivestita in ogni sua parte da un intonaco dipinto nelle sfumature del colore giallo.
Il monumento si sviluppa simmetricamente attorno al grande passaggio centrale ad arco a tutto sesto, incorniciato e affiancato da due varchi più bassi e stretti; le quattro doppie lesene delle facciate sostengono un cornicione, su cui si innalza l'attico privo di decorazioni. A coronamento è posizionato un semplice cornicione intonacato.